# Souroubea loczyi
Souroubea loczyi là một loài thực vật có hoa trong họ Marcgraviaceae. Loài này được (V.A. Richt.) de Roon miêu tả khoa học đầu tiên năm 1967.